# モード・アダムス
モード・アダムス（Maud Adams、1945年2月12日 - ）は、スウェーデン出身の女優。

## 経歴
スウェーデンでモデルとして活躍した後、オフ・ブロードウェイのヒット・ドラマを映画化したウィリアム・フリードキン監督の異色作『真夜中のパーティ』で1970年に映画デビューする。
1974年、ガイ・ハミルトン監督の『007/黄金銃を持つ男』で、敵であるスカラマンガの愛人、アンドレア役で出演した。1975年にはノーマン・ジュイソン監督の『ローラーボール』で、ジョナサン（ジェームズ・カーン）の妻エラ役で出演する。
『ローラーボール』公開と同じ年には、ヴァル・ゲスト監督のアクション映画『ダイヤモンドの犬たち』にもブラッドリー（ピーター・フォンダ）の愛人クレア役で出演する。 
1979年、デヴィッド・ハミルトン監督の青春エロス作品『愛と追憶のセレナーデ』で主演を務めた。1981年、ボブ・ブルックス監督のサスペンス『タトゥー 彩られた罠』に出演、ヌードを披露した。同作ではブルース・ダーンが「ゴールデンラズベリー賞最低主演男優賞」にノミネートされた。
1983年、ジョン・グレン監督、ロジャー・ムーア主演の007シリーズ第13作『007/オクトパシー』で、メインのボンドガール、女性のみの窃盗密輸団の首領オクトパシーを演じた
。『黄金銃』での演技が評価されたことと、ボンド映画の制作サイドと良好な関係を保ったことにより、役柄を変えての2度目のボンドガール出演となった。当時38歳とボンドガールの「最高齢を更新」した。同作は1983年の映画の世界興行成績で『スター・ウォーズ ジェダイの復讐』に次ぐ第2位、米国では1980年代の007シリーズ最大のヒットとなった。
1986年、アーネスト・R・ボン・シューマー監督のアクション巨編『ヘル・ハンター』にナチ・ハンターの女性リーダー役で主演した。1987年、サンドラ・ワイントローブ監督の『華麗なる不倫』で、アンジー役を演じた。1990年、ブライアン・ユズナ監督のTV映画『新・死霊のしたたり』に女性記者・キム役で主演している。 
テレビでは、アメリカのTVシリーズ "Chicago Story"（1982年）、"Emerald Point N.A.S."（1983年 - 1984年）にレギュラー出演した他、『刑事コジャック』、『ハワイ5-0』、『新スパイ大作戦)などにもゲスト出演している。
007シリーズとは縁が深く、歴代のボンドガールで唯一、主演級のボンドガールの座を2度射止めた他、『007/美しき獲物たち』にもエキストラとしてカメオ出演し、唯一シリーズ3作品にボンドガールとして出演した。以降も007シリーズがDVD化された際、特典映像では一部の「ナレーション」を担当している。

## 主な出演作品

### 映画
| 公開年 | 邦題 原題                                                                       | 役名                                 | 備考           |
| ------ | ------------------------------------------------------------------------------- | ------------------------------------ | -------------- |
| 1970   | 真夜中のパーティ The Boys in the Band                                           | モデル                               | クレジットなし |
| 1971   | センターコートの幻影 The Christian Licorice Store                               | シンシア                             |                |
| 1974   | 007/黄金銃を持つ男 The Man with the Golden Gun                                  | アンドレア                           |                |
| 1975   | ローラーボール Rollerball                                                       | エラ                                 |                |
| 1975   | ダイヤモンドの犬たち Killer Force                                               | クレア                               |                |
| 1979   | 愛と追憶のセレナーデ／幻影に揺れる汚れなき美少女たち Laura, les ombres de l'été | サラ                                 |                |
| 1980   | タワー・ジャック The Hostage Tower                                              | サブリナ・カーヴァー                 | テレビ映画     |
| 1980   | ファニア歌いなさい Playing for Time                                             | マラ                                 | テレビ映画     |
| 1981   | タトゥー 彩られた罠 Tattoo                                                      | マディ                               |                |
| 1982   | トップコマンド・電撃特攻指令 Jugando con la muerte                              | カルメン                             |                |
| 1983   | 007/オクトパシー Octopussy                                                      | オクトパシー                         |                |
| 1984   | ナイロビ Nairobi Affair                                                         | アン・マローン                       | テレビ映画     |
| 1985   | 007/美しき獲物たち A View to a Kill                                             | フィッシャーマンズ・ワーフにいる女性 | クレジットなし |
| 1986   | 華麗なる不倫 The Women's Club                                                   | アンジー                             |                |
| 1986   | ヘル・ハンター Hell Hunters                                                     | アマンダ                             |                |
| 1987   | タイフーン・ジェーン/アブアブの秘宝 Jane and the Lost City                      | ローラ・パゴラ                       |                |
| 1988   | エンジェル3 Angel III: The Final Chapter                                        | ナディーン                           |                |
| 1989   | ダイナマイト刑事(デカ) The Kill Reflex                                          | クリスタル                           |                |
| 1996   | 戦慄の罠 Ringer                                                                 | レスリー                             |                |

### テレビシリーズ
| 放映年    | 邦題 原題                       | 役名                       | 備考         |
| --------- | ------------------------------- | -------------------------- | ------------ |
| 1982      | Chicago Story                   | ジュディス・バーグストーム | 13エピソード |
| 1983-1984 | Emerald Point N.A.S.            | マギー・ファレル           | 22エピソード |
| 1998      | Vita lögner                     | エリノア                   | 20エピソード |
| 2000      | ザット'70sショー That '70s Show | ホリー                     | 1エピソード  |